# Ausztrálcsuszka-félék
Az ausztrálcsuszka-félék (Daphoenosittidae) vagy  (Neosittidae) a madarak osztályának verébalakúak (Passeriformes) rendjébe tartozó család.
A régebbi rendszerek a légyvadászfélék (Pachycephalidae) közé sorolták őket.
Egyes rendszerek a Neosittidae családba és a Neositta nembe sorolják az ide tartozó fajokat . Leírójuk Hellmayr, 1901-ben

## Rendszerezés
A családba az alábbi 1 nem és 2 faj tartozik:
- Daphoenositta (De Vis, 1897, 1802) – 2 faj.
  - ausztrálcsuszka (Daphoenositta chrysoptera)  vagy (Neositta chrysoptera)
  - pompás ausztrálcsuszka (Daphoenositta miranda) vagy (Neositta miranda)